# Arie Passchier
Arie Passchier (Amsterdam, 1936 - 14 mei 2019) was een Amsterdams volkszanger, die vooral bekend is om het nummer Kleine vogel.

## Biografie

### Jeugd
Passchier werd geboren in de Bloemstraat in de Amsterdamse Jordaan. Hij woonde als kind aan het Zaandammerplein.

### Carrière
In 1986 nam hij het nummer De dievenwagen, op, met accordeonist Henny. Dit nummer, dat bekendheid verwierf in de versie van Willy Alberti, werd door het label Dureco op single uitgebracht. In 1988 bracht CNR Records de single Kleine vogel, met op de B-kant Een echte Mokummer uit, die ook niets deed. In 1989 verscheen dan De arme en de rijke bij het kleine Ivory Tower. Hoewel de nummers verschenen op diverse Nederlandstalige verzamelalbums, bleef bekendheid bij het grote publiek uit.
In de jaren 90 stapte hij over naar Telstar. Eigenaar Johnny Hoes nam met Passchier een nieuwe versie op van het nummer Kleine vogel, dat in 1994 op single verscheen. In januari 1995 kwam het nummer de Nederlandse Top 40 binnen. Het stond 6 weken in de lijst en bereikte de 26e plaats. Het nummer stond 9 weken in de Mega Top 50, ook daar was de 26e plaats de hoogste positie. In mei 1995 werd er in allerijl, onder productie van Hoes, een album uitgebracht van Passchier, met daarop zowel oud als nieuw materiaal, onder de titel Kleine vogel.
Na Kleine vogel volgde nog een serie singles, welke allemaal geen indruk wisten te maken. Het nummer Kleine vogel werd later nog opgenomen door onder anderen Koos Alberts, De Sjonnies, Eddy Wally, Senna en De Zware Jongens. Zelf bracht hij nog een versie van het nummer uit met MC Drank in 2007.
Op 10 april 2004 trad Passchier op in de Heineken Music Hall tijdens het Grote concert des levens ter ere van Johnny Hoes. Passchier is op 83-jarige leeftijd overleden.

## Incomplete discografie
- De dievenwagen/Mama (vinyl, Dureco, 1986)
- Kleine vogel/Een echte Mokummer (vinyl, CNR Records, 1988)
- De arme en de rijke/Een eenvoudige schlemiel (vinyl, Ivory Towers, 1989)
- Kleine vogel/Jij bent met goud niet te betalen (cd, Telstar, 1994)
- Begrijp je wat je kind is aangedaan/Er staan in m'n tuin (cd, Telstar, 1995)
- Het straatje (in 't straatje waarin ik woonde)/Achter je rode gordijntje (cd, Telstar, 1995)
- Leen was maar alleen/Zwerver's kerstnacht (cd, Telstar, 1995)
- De Dievenwagen(Live mix)/Huil niet om mij (cd, Telstar, 1996)
- Een heel klein sterretje/In je hart (cd, Telstar, 1996)
- Wie ben ik zonder jou/Als ik 20 was (cd, Bunny Music bv, 1999)